# Tom Clancy's Rainbow Six: Vegas
Tom Clancy's Rainbow Six: Vegas é o sexto jogo da série de videogames Rainbow Six. Foi lançado em novembro de 2006 para Xbox 360, em dezembro de 2006 para Windows e em junho de 2007 para PlayStation 3 e PlayStation Portable. O enredo do jogo segue uma nova equipe que é enviada para Las Vegas, Nevada, para derrotar a terrorista internacional Irena Morales e seu exército de mercenários que atacam repetidamente locais importantes da cidade. Uma sequência desenvolvida pela Ubisoft Montreal foi lançada no Xbox 360 e nos consoles PlayStation 3 em março de 2008 e no PC em abril de 2008. O jogo também pode ser jogado no Xbox Series X com recursos online ainda disponíveis.

## Jogabilidade
Rainbow Six Vegas muda a série com vários novos recursos, como um novo sistema de saúde onde o jogador regenera saúde sem receber fogo (o jogador às vezes pode ser morto instantaneamente, sem chance de regenerar saúde; isso geralmente acontece com granadas, também como receber tiros de curta distância de armas muito poderosas, especialmente na cabeça).
A visão do jogador fica bastante prejudicada quando danificada, semelhante ao sistema de saúde em Gears of War. Além disso, uma visão em terceira pessoa foi incluída para momentos em que os jogadores podem atirar às cegas nas esquinas para estabelecer supressão ou cobertura de fogo. Outras mudanças incluem uma maior presença inimiga e inteligência artificial muito mais resistente,uma mudança de foco para onde as mortes serão muito mais difíceis de obter, um sistema de mira reencarnado semelhante ao sistema de mira dos antigos jogos Rainbow Six e um sistema de mira sensível ao contexto.
Há um Sistema de comando baseado em D-pad para o esquadrão do jogador e seções de jogo onde o jogador escalará edifícios e causará danos ao cenário. O jogador também pode dar comandos de voz usando o fone de ouvido do Xbox 360 e PlayStation 3, mas os companheiros de equipe não são mais audíveis através do fone de ouvido.
Não há recurso de planejamento de missão ou sistema de salvamento; em vez disso, o jogo usa um sistema de checkpoint. Os desenvolvedores também optaram por excluir quase totalmente as cenas, contando a história por meio de feeds de vídeo em um display heads-up.
O jogador também possui várias habilidades, como a habilidade de subir e descer edifícios de rapel enquanto atira e a habilidade de fazer corda rápida em uma área.

## História
Em 2010, os agentes do Rainbow Logan Keller, Gabriel Nowak e Kan Akahashi são enviados para uma cidade fronteiriça mexicana, onde têm a tarefa de capturar Irena Morales, uma líder terrorista. Quando a equipe chega à zona de pouso, Logan é separado dos outros depois de descer primeiro.
Logan abre caminho pela cidade e consegue se reagrupar com Gabriel e Kan em uma antiga igreja. Depois de se infiltrar em um pátio de trens e libertar um grupo de reféns, a equipe finalmente chega a uma mina onde Irena está escondida. No entanto, eles são emboscados e Gabriel e Kan são capturados enquanto Irena escapa.
Sozinho e armado apenas com sua arma, Logan abre caminho através de uma fábrica abandonada, eventualmente escapando de helicóptero. Ele é então transferido para lidar com uma crise relacionada em Las Vegas. Ele é deixado do lado de fora do Calypso Casino e se junta a sua nova equipe: Michael Walters e Jung Park. A equipe esvazia o cassino e salva um grupo de reféns, incluindo um pesquisador de armas da OTAN, que revela que outro pesquisador foi capturado.
A equipe então resgata um repórter sequestrado, que os informa que os terroristas estão usando uma van de notícias como centro de comunicações. A equipe de Logan destrói o centro e depois vai resgatar o outro pesquisador de armas. Rainbow é lançado no hotel de luxo Vertigo Spire, onde a equipe encontra e resgata o pesquisador desaparecido, que informa a equipe sobre uma microbomba de pulso que foi plantada no Vertigo. Michael desarma a bomba e a equipe é então extraída para localizar Gabriel e Kan.
A equipe é enviada ao Cassino de Dante, onde encontram Gabriel e Kan. Porém, Kan é mortalmente ferido durante a extração, mas consegue revelar que o ataque em Las Vegas é uma distração antes de morrer. A equipe então segue para um teatro para hackear um servidor terrorista, onde descobrem que o alvo de Irena é a represa de Nevada.
Ao chegarem à barragem, a equipe descobre outra bomba de micropulso que eles desarmam. Eles então encontram um refém que os informa que a barragem entrará em colapso se eles não ativarem uma válvula de liberação de emergência. Após ativar a válvula, a equipe segue para a instalação, onde descobre que se trata de um laboratório de pesquisa de armas. Eles também descobrem que os terroristas têm um míssil de micropulso no topo da barragem.
Logan avança, confronta Irena e a mata. A equipe então vai até o topo da barragem e destrói o míssil. Logan recebe uma transmissão de Gabriel, que lhe diz que ele era o espião de Irena antes de sequestrar o helicóptero da equipe.
Enquanto Gabriel tenta escapar com o helicóptero, Logan pode deixá-lo escapar ou derrubá-lo. Depois disso, Logan e a equipe são enviados para localizar a organização por trás da atividade terrorista de Irena e Gabriel. Mais tarde, um noticiário afirma que um helicóptero caiu em um lago, mas nenhum corpo foi encontrado.
Rainbow Six Vegas recebeu numerosos prêmios, incluindo "Best First-Person Shooter", "Best Xbox 360 First-Person Shooter", "Best Online Game", e "Best Xbox Live Game" dentre os prêmios dos melhores da IGN em 2006, além do "Editor's Choice Award" pela GameSpot. O site Gaming Target selecionou o título dentre um dos "52 Games We will Still Be Playing From 2006" (em inglês: 52 jogos que você deve jogar em 2006). Ele recebeu o prêmio "Best Online Game" da OXM no anual "Game of the Year".

## Recepção
A edição Xbox 360 de Rainbow Six: Vegas foi lançada com críticas muito positivas dos principais meios de comunicação de jogos, como GameSpy (5/5), GameSpot (9.1/10), IGN (9.3/10), IGN (9.3/10), e TeamXbox (9,5/10). IGN chamou Vegas de "melhor jogo de tiro em primeira pessoa no Xbox 360", enquanto GameSpot descreveu o jogo como um "excelente jogo de tiro tático envolvente". Cam Shea do Hyper elogiou o jogo por seu "fantástico design visual, mecânica de jogo e multijogador". No entanto, ele criticou "algumas dublagens e  suprimentos terroristas". As versões para PC e PS3 também receberam críticas positivas, enquanto a versão para PSP recebeu críticas mistas.
| Agregador    | Pontuação                                           |
| ------------ | --------------------------------------------------- |
| GameRankings | (X360) 89.39% (PS3) 84.74% (PC) 84.10% (PSP) 60.89% |
| Metacritic   | (X360) 88/100 (PS3) 86/100 (PC) 85/100 (PSP) 60/100 |

| Publicação                  | Pontuação                                                                                 |
| --------------------------- | ----------------------------------------------------------------------------------------- |
| Edge                        | 6/10                                                                                      |
| Electronic Gaming Monthly   | 8/10                                                                                      |
| Eurogamer                   | (X360) 8/10 (PC) 7/10 (PSP) 3/10                                                          |
| Game Informer               | (X360) 9.5/10 (PS3) 9/10                                                                  |
| GamePro                     | 4.75/5                                                                                    |
| GameRevolution              | B+                                                                                        |
| GameSpot                    | (X360) 9.1/10 (PS3) 9/10 (PC) 8.7/10 (PSP) 6.8/10                                         |
| GameSpy                     | (X360) 5/5 (PS3) 4,5/5                                                                    |
| GameTrailers                | (X360) 9.1/10 (PS3) 8.8/10                                                                |
| GameZone                    | (X360) 9.5/10 8.5/10 (PSP) 7/10                                                           |
| IGN                         | (X360, AU) 9.4/10 (X360, US) 9.3/10 (PS3) 8.7/10 (PC) 8.4/10 (Mobile) 7.6/10 (PSP) 5.5/10 |
| Official Xbox Magazine (US) | 8.5/10                                                                                    |
| PC Gamer (US)               | 86%                                                                                       |
| Detroit Free Press          | 4/5                                                                                       |